# ASIP (ген)
ASIP (англ. Agouti signaling protein) – білок, який кодується однойменним геном, розташованим у людей на довгому плечі 20-ї хромосоми. Довжина поліпептидного ланцюга білка становить 132 амінокислот, а молекулярна маса — 14 515.
| 10         |  | 20         |  | 30         |  | 40         |  | 50         |
| ---------- |  | ---------- |  | ---------- |  | ---------- |  | ---------- |
| MDVTRLLLAT |  | LLVFLCFFTA |  | NSHLPPEEKL |  | RDDRSLRSNS |  | SVNLLDVPSV |
| SIVALNKKSK |  | QIGRKAAEKK |  | RSSKKEASMK |  | KVVRPRTPLS |  | APCVATRNSC |
| KPPAPACCDP |  | CASCQCRFFR |  | SACSCRVLSL |  | NC         |  |            |

A: Аланін

C: Цистеїн

D: Аспарагінова кислота

E: Глутамінова кислота

F: Фенілаланін

G: Гліцин

H: Гістидин

I: Ізолейцин

K: Лізин

L: Лейцин

M: Метіонін

N: Аспарагін

P: Пролін

Q: Глутамін

R: Аргінін

S: Серин

T: Треонін

Секретований назовні.